# Aalborg Teater
Aalborg Teater er opført i 1878 nær datidens jernbanestation. Adressen er stadig Jernbanegade, selv om stationen og teatret begge er flyttet. Teateret råder over tre scener med plads til henholdsvis 460, 120 og 50 tilskuere, og er Aalborgs største. Senest ombygget i 2000.
Under besættelsen benyttede værnemagten teateret som biograf.
Teateret har status som landsdelsscene med 10-12 årlige produktioner med i alt 250-400 opførelser.

## Teaterchefer
Teaterets chefrække omfatter bl.a.:
- 1869 Slagtermester Niels Grøntved bygger "Concerthallen" i Jernbanegade.
- 1878 N. F. Svendsen sætter "Ikke over Stregen" op 24. februar.
- 1878 Frederik Schmidt leder teatret i syv måneder som rent teater.
- 1878, 6. dec: Annonce i Aalborg Stiftstidende med ordene "Aalborg nye Theater". Herefter hed det ikke andet end Aalborg Teater.
- 1882-96 Julius Petersen køber teatret og ombygger det til nuværende facade og med plads til 1000 tilskuere.
- 1896-1900 Oddgeir Stephensen forpagter teatret fra Julius Petersen.
- 1900-1909 Axel Jacobsen
- 1914 Julius Petersen skænker byen teatret mod at få visse goder
- 1915-1920 Sv. Wedel
- 1920-1921 Jacob Jacobsen
- 1921-1922 Gerda Christophersen (i praksis)
- 1922-1928 Peter Kjær
- 1928-1932 Gerda Christophersen
- 1932-34 ingen chef
- 1934-1937 Otto Jacobsen
- 1937-1940 Jakob Nielsen og Bjarne Forchhammer
- 1940-1941 Jakob Nielsen – uden teaterhus, Teatret var overtaget af Tyskerne
- 1941-1945 Reelt intet teater
- 1945-1954 Poul Petersen
- 1954-1960 Bjarne Forchhammer
- 1960-1965 Karen Marie Løwert
- 1965-1968 Poul Petersen
- 1968-1973 Ebbe Langberg
- 1973-1981 Leon Feder
- 1981-1985 Daniel Bohr
- 1985-1994 Mogens Pedersen
- 1994-2001 Malene Schwartz
- 2001-2011 Geir Sveaass
- 2011-2015 Morten Kirkskov
- 2015-2023 Hans Henriksen
- 2023-2023 Thomas Bjørnager
- 2023- Kjersti Hustvedt